# Кондратюк Василь Іванович
Васи́ль Іва́нович Кондратю́к (нар. 23 грудня 1951, с. Славута, Віньковецький район Хмельницька область) — український живописець, графік, народний художник України, лауреат премії Лесі Українки, очолює Житомирське відділення Національної спілки художників України. Член Спілки художників України.

## З життєпису
У 1990 році закінчив Український поліграфічний інститут імені Івана Федорова, факультет графіки. Педагогами зі спеціальності були: П. Приведа, В. Гурмак, В. Овчинников, А. Попов.
Член Спілки художників України з 1992 року.
Працює у Житомирі: художником Житомирського академічного українського музично-драматичного театру імені Івана Кочерги (1976—1978); оформлювачем художніх майстерень (1978—1984); на художньо-виробничому комбінаті (1984—1996); викладачем у ПТУ № 17 (1996—1998); головним художником міста, головним спеціалістом при Головному управлінні містобудування та архітектури міськради (1999—2008); водночас від 2007 року — головою Житомирської обласної організації НСХУ.
Василь Іванович Кондратюк — учасник 30 всеукраїнських, міських та обласних мистецьких виставок починаючи від 1984 року. Також 6 персональних — у Житомирі (1996, 2001, 2006—2008, 2010), Новограді-Волинському (Житомирська область, 2009).

## Нагороди
- Народний художник України (23 серпня 2024; за значні заслуги у зміцненні української державності, мужність і самовідданість, виявлені у захисті суверенітету та територіальної цілісності України, вагомий особистий внесок у розвиток різних сфер суспільного життя, сумлінне виконання професійного обов'язку)[1].

## Доробок
Василь Іванович Кондратюк працює в жанрі станкового живопису (пейзаж, натюрморт, портрет, жанрова картина), станкової та книжкової графіка. Для творчості Кондратюка характерні тяжіння до багатопланового монументального змісту, ліричного романтизму та поетичності, насичений колір. Окремі роботи митця зберігаються у Літературно-меморіальному музеї Лесі Українки (м. Звягель), Кмитівському музеї образотворчого мистецтва імені Й. Д. Буханчука (Кмитів, Житомирський район, Житомирська область).

### Живопис
- 1989 — «Буря пройшла»;
- 1990 — «Повоєнна весна»;
- 1991 — «Забута Богом»;
- 1993 — «Шалений біг»;
- 1995 — «Літній день»;
- 1997 — «Батьківський сад»;
- 1999 — «Троїсті музики»;
- 2000 — «Весни примари»;
- 2001 — «Маки цвітуть»;
- 2002 — «Холодний день», «Було колись в Україні…»;
- 2003 — «Барви бабиного літа»;
- 2004 — «Квітуча оселя», «Півники»;
- 2005 — «Мелодія квітучої весни», «Польові маки»;
- 2006 — «Розмова з вічністю», «Марічка», «Біля річки»;
- 2007 — «Розмова з осиротілою хатиною», «Храм на Подолі», «Бузковий подих»;
- 2008 — «Мої хризантеми»;
- 2009 — «Карпатський мотив»;
- 2010 — «Тиша на кордоні», «Негода».

### Графіка
- 1989 — акварель «Буря пройшла»;
- 1990 — серія ліногравюр «Життя», акварелі «Останній сніг», «Повоєнна весна»;
- 1992 — акварелі «Мелодія ночі», «Ніч на Замковій горі», ілюстрації до збірок українських народних казок «Чарівна скрипка», «Зоряна сівба: Поезії» О. М. Косенка;
- 1993 — акварель «Зимова соната»;
- 1996 — ілюстрації до збірок українських народних казок «Вірність: Поезії» А. Малиновського;
- 1997 — ілюстрації до збірок українських народних казок «Тато цуцика приніс» С. Штатської;
- 2002 — акварель «Осінні квіти»;
- 2006 — акварель «Квітує м'ята».